# Erlebnistierpark Jägerhof
Koordinaten: 47° 55′ 29″ N, 9° 13′ 13″ O
Der Erlebnistierpark Jägerhof, auch als Tierpark Pfullendorf bekannt, war ein ganzjährig geöffneter Tierpark östlich des Pfullendorfer Ortsteils Gaisweiler. Die Anlage grenzt unmittelbar an den Seepark Linzgau, zählte zwischen 15.000 und 20.000 Besucher jährlich und wurde 2018 geschlossen.

## Erlebnistierpark

### Geschichte
Der Erlebnistierpark Jägerhof entstand 2001 im Rahmen des landesweit ersten Grünprojekts „Natur in Stadt und Land“ auf dem Gelände, das zu einem Baggersee gehörte. Grundstückseigentümer Josef Jäger errichtete einen kleinen Tierpark mit Gaststätte. Ernst Haller übernahm den Tierbestand 2005 und legte als Pächter besonderen Wert auf die Erhaltung bedrohter Haustierarten und Rassen. Am 1. Oktober 2010 übernahm Bärbel Rollbühler den Tierpark „Jägerhof“. Anschließend wurde der Tierpark renoviert und umgestaltet.
Im Rahmen von Erweiterungen entstanden 2012 eine Hundeschule, ein Baumlehrpfad und ein Barfußweg sowie 2013 ein Westernbereich mit Saloon, Tipis und einem Sheriff-Büro. Der Bereich wurde 2015 weiter ausgebaut.
Den Tieren standen auf jeder Weide offene Ställe oder Unterstände zur Verfügung. Es war der einzige Betrieb in der Region Oberschwaben/Bodensee, der Zoopfleger ausbildete.
Der Fernsehsender VOX berichtete in seinem Tiermagazin Wildes Kinderzimmer über den Jägerhof.

### Ehemaliger Tierbestand
Auf dem 2,5 Hektar großen Gelände waren rund 100 verschiedene Tierarten mit mehr als 300 Tieren zu sehen. Unter den Tieren befanden sich teils Exoten wie Alpakas, Berberaffen, Nasenbären, Stachelschweine, Waschbären, Streifenhörnchen. Des Weiteren fanden sich dort auch das ungarische Zackelschaf, das bretonische Ouessantschaf, Kamerunschafe und Walliser Schwarzhalsziegen. Zudem gab es noch Pferde, domestizierte Esel und Reitponys.
Zu den zahlreichen Kleintierarten zählten Chinchillas, Degus, Frettchen, Chinesische Baumstreifenhörnchen, Meerschweinchen und Kaninchen.
Vogelarten waren Blauer Pfau, Strupphuhn, Seidenhuhn, Appenzeller Spitzhaube und verschiedene andere Hühnerrassen, außerdem Nymphensittich und Rosellasittich, Truthahn, Unzertrennliche und Wachtel.
Der Park ist seit 2018 geschlossen.